# Sendai
Sendai (jap. 仙台市 Sendai-shi, deutsch ‚[kreisfreie] Stadt Sendai‘, englisch Sendai City/City of Sendai/Sendai, Miyagi) ist eine Großstadt und Verwaltungssitz der japanischen Präfektur Miyagi.
Sendai ist die größte Stadt in der Region Tōhoku und liegt auf dem schmalen Landstreifen zwischen der Küste des Pazifiks (Sendai-Bucht) und den Bergen.

## Geographie

### Stadtgliederung
Die Stadt Sendai ist in 5 Bezirke (Ku) aufgeteilt. Dieses sind:
| Code mit Prüfziffer | Name           | Name     | Fläche (in km²) | Bevölkerung | Bevölkerungs- dichte (Ew./km²) |        |
| Code mit Prüfziffer | Rōmaji,        | Kanji    | 01.10.2018      | 01.10.2018  | 01.10.2015                     |        |
| ------------------- | -------------- | -------- | --------------- | ----------- | ------------------------------ | ------ |
| 04101-7             | Aoba-ku        | 青葉区   | 302,24          | 311.047     | 310.183                        | 1026,3 |
| 04102-5             | Miyagino-ku    | 宮城野区 | 58,19           | 196.578     | 194.825                        | 3348,1 |
| 04103-3             | Wakabayashi-ku | 若林区   | 50,86           | 137.494     | 133.498                        | 2624,8 |
| 04104-1             | Taihaku-ku     | 太白区   | 228,39          | 229.664     | 226.855                        | 993,3  |
| 04105-0             | Izumi-ku       | 泉区     | 146,61          | 213.886     | 216.798                        | 1478,7 |
| 04100-9             | Sendai-shi     | 仙台市   | 786,30          | 1.088.669   | 1.082.159                      | 1376,3 |

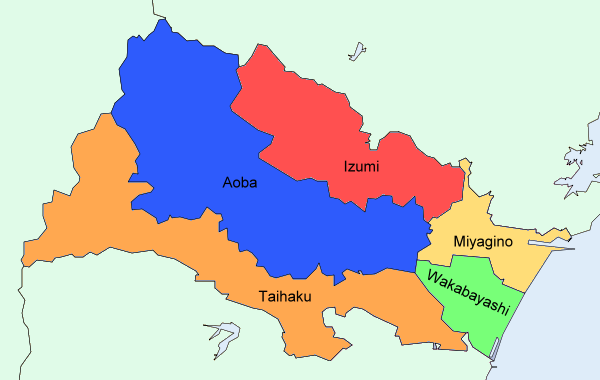
Karte der fünf Bezirke in Sendai

Die Stadtbezirke Miyagino-ku und Wakabayashi-ku liegen an der Küste. Der Stadtbezirk Taihaku-ku erstreckt sich über den gesamten südlichen Teil der Stadt und reicht bis zu einer Entfernung von drei Kilometer an die Küste heran.
Das dicht besiedelte, urban entwickelte Gebiet der Stadt beginnt mehr als 4 km landeinwärts von der Küste, und das Stadtzentrum ist 12 km von der Küste entfernt. Bei dem Großteil des Landes, das zwischen der Küste und der Tōhoku-Autobahn (Tōhoku Expressway) liegt, die den östlichen Teil der Stadt von Norden nach Süden unterteilt, handelt es sich um landwirtschaftliche Flächen.

## Geschichte
Sendai wurde als Burgstadt von dem mächtigen Feudalfürsten Date Masamune gegründet. Aus Gründen für einen Verteidigungsfall ließ Masamune die Burg Sendai (Aobajō/青葉城, „Burg der Grünen Blätter“) im Jahr 1601 einhundert Meter über der Stadt auf der Erhebung Aoba errichten. Neben der Erhebung fließt der Fluss Hirose.
Im Jahr 1611 wurde die Burg Sendai durch das Keichō-Erdbeben, dem ein Tsunami folgte, beschädigt.
In der Edo-Zeit verzeichnet die Chronologie sechs Mal den Einsturz der Steinmauern der Burg Sendai (1611, 1646, 1668, 1717, 1835 und 1855). Zudem wurden Beschädigungen der Burgstadt für die Jahre 1731, 1736, 1793 und 1861 verzeichnet.
Auf das Jahr 1639 geht die St.-Ursula-Gakuin-Eichi-Grund-, -Mittel- und -Oberschule zurück.

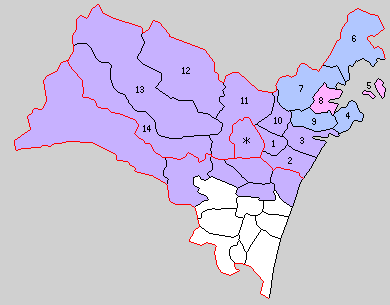
Karte der Kreise (-gun) Miyagi und Natori nach der Großen Meiji-Gebietsreform 1889. Mit * markiert: die aus dem bisherigen Stadtkreis Sendai (Sendai-ku) 1889 entstandene Stadt Sendai (Sendai-shi), nummeriert die neuen Gemeinden 1889 im Landkreis Miyagi. In lila das heutige Stadtgebiet von Sendai das sich seit den 1940er Jahren auch in den ehemals südlich angrenzenden Kreis Natori erstreckt.

In der Meiji-Zeit wurde die aus dem Fürstentum (-han) Sendai entstandene Präfektur (-ken) Sendai bei ihrer Vergrößerung um Teile weiterer Ex-Fürstentümer/Präfekturen 1871/72 nach dem Landkreis, in dem sich ihr Verwaltungssitz befand, in Miyagi umbenannt. Der Stadtkreis Sendai (仙台区, Sendai-ku) wurde 1878 vom Landkreis Miyagi getrennt. Aus ihm entstand 1889 bei der Einführung der heutigen Gemeindeformen in der Großen Meiji-Gebietsreform die heutige kreisfreie Stadt (-shi) Sendai mit damals 86.352 Einwohnern. Weil Sendai bereits damals die größte Stadt in der Region Tōhoku war, wurde die Stadt ein Hauptort von Handel, Erziehung und Politik. Am Ort der damaligen Burg befanden sich eine Garnison und die Universität Tōhoku.
Zum hundertjährigen Jubiläum der Einrichtung der Stadt Sendai wurde sie 1989 zur seirei shitei toshi, einer „Großstadt per Regierungserlass“, ernannt und damit in Bezirke unterteilt.

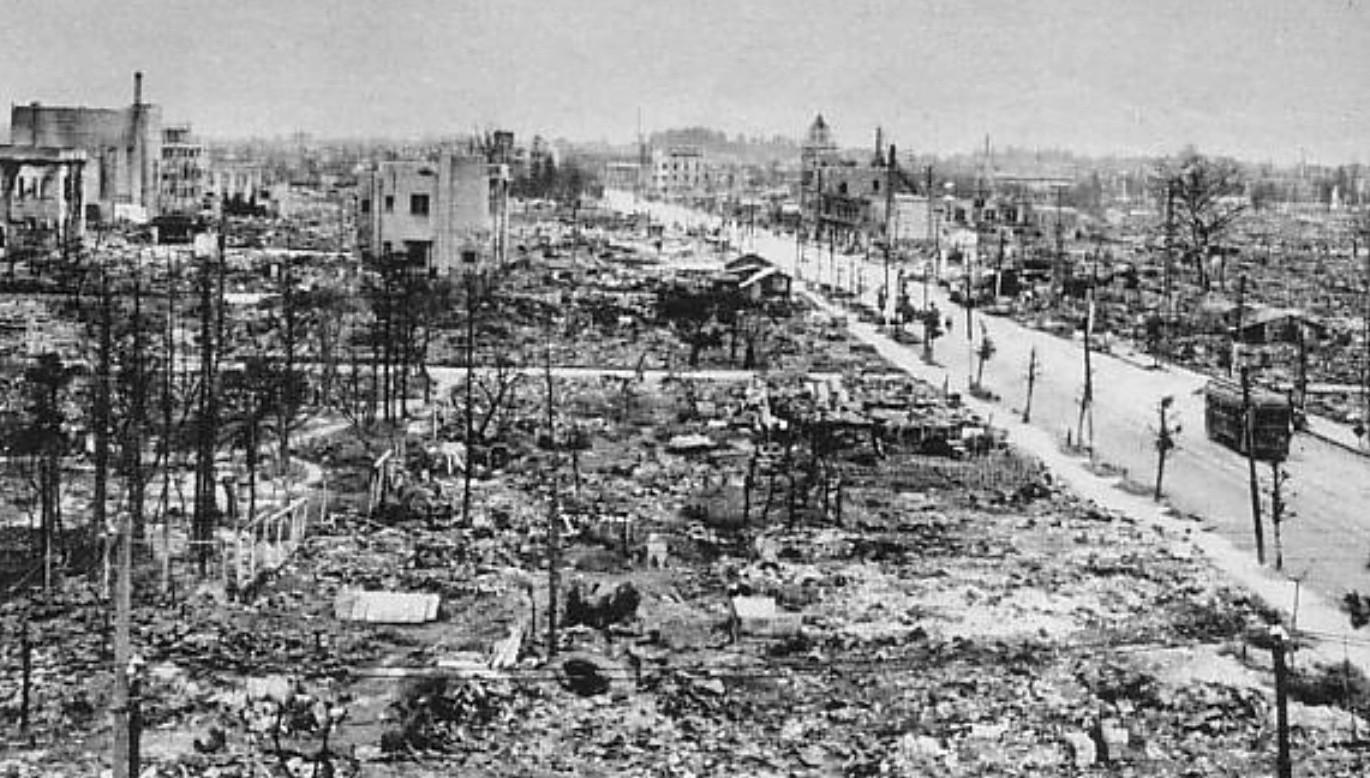
Nach dem Bombardement 1945

Im Zweiten Weltkrieg wurde die Stadt im Juli 1945 mehrfach durch die United States Army Air Forces (USAAF) bombardiert. Der folgenschwerste Angriff war ein Flächenbombardement mit Napalmbomben am 19. Juli 1945. Die Angriffe zerstörten rund 22 % des Stadtgebietes und forderten 2.755 Tote und 57.321 Verletzte. Durch die Brandbomben wurden rund 13 km2 der Stadt niedergebrannt (siehe Luftangriffe auf Japan).
Der Absturz einer Cessna 208B im Pazifischen Ozean ereignete sich am 27. September 2018 in ca. 120 km Entfernung.

## Tsunamis

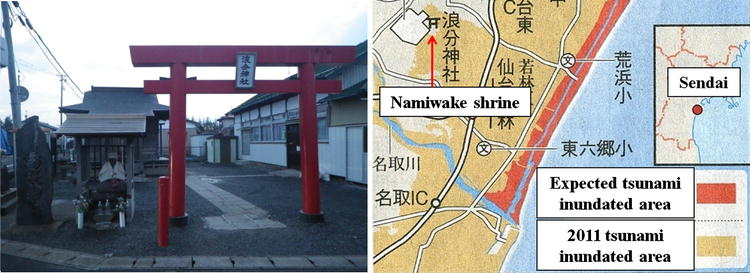
Links:Torii-Tor zum Namiwake-Schrein in Sendai-Wakabayashi. Sein Name gilt als Symbol der Tsunamiverhütung (nami/波 bedeutet „Ozeanwelle“ und wakeru/分ける „teilen“, namiwake also „Wellenspalter“). Beim Keichō-Tsunami 1611, als Tsunamis noch als vom Meeresgott geschaffen galten, hatte sich die von Osten nähernde Tsunamiwelle an einem Ort in Nord-Süd-Richtung aufgespalten.
Rechts: Erwartetes (rot) und tatsächlich vom Tōhoku-Tsunami 2011 überflutetes Gebiet (gelb) mit dem Namiwake-Schrein (roter Pfeil), vor dem der 5 km in das Landesinnere vorgedrungene Tsunami haltmachte.

### Historische Tsunami-Erfahrungen
Die lokale Geomorphologie der Stadt Sendai und ihrer Vorstadtgebiete ist durch ein fluviales Tiefland und eine reliefarme, durch die Flüsse Abukuma, Natori und Nanakita geformte Küstenebene gekennzeichnet, wo Tsunamiwellen teilweise weit in das Landesinnere vorstoßen können.
In der Vergangenheit war es in dem Sendai-Gebiet bereits zu zahlreichen Flut- und Tsunami-Katastrophen gekommen. Wie aus dem Nihon Sandai Jitsuroku belegt ist, überflutete der Jōgan-Tsunami im Jahr 869 die Küstenebene von Sendai großflächig und tötete über 1.000 Menschen, doch sind bisher keine historischen Informationen bekannt, die die Tsunamihöhe oder die Größe der Tsunamiüberflutungsgebiete im Falle des Jōgan-Tsunamis und des Keichō-Tsunamis quantifizieren können.
1835 wurde in einer Entfernung von 5,5 km von der Küste in einem tiefliegenden Gebiet des Wakabayashi-Bezirks (仙台市若林区) der Stadt Sendai der Namiwake-Schrein (浪分神社) errichtet, um vor einem künftigen Tsunami zu „schützen“. 200 bis 300 Meter vor dem Schrein konnten Ablagerungen des Jōgan-Tsunamis aus dem Jahr 869 gefunden werden. Ursprünglich war der Namiwake-Schrein 1703 an einer anderen Stelle erbaut worden, die jedoch vom Keichō-Sanriku-Tsunami 1611, der etwa 1.700 Menschenleben gefordert hatte, überflutet worden war.

### Tōhoku-Katastrophe von 2011

#### Ausmaß der Überflutung und Schäden
Während für den Fall eines Tsunamis im Sendai-Gebiet nur ein schmaler Küstenstreifen als Überflutungsgebiet erwartet worden war, drang der am 11. März 2011 durch das Tōhoku-Erdbeben ausgelöste Tsunami in der Küstenebene Sendais um ein Vielfaches tiefer – mehr als 5 km – in das Landesinnere vor, unter anderem bis kurz vor den Namiwake-Schrein in Sendai-Wakabayashi. Obwohl der Tōhoku-Tsunami 2011 stärker als erwartet ausgefallen war, überlebte der Namiwake-Schrein somit das Erdbeben und den Tsunami von 2011.
Der Tsunami überflutete die gesamte Sendai-Ebene, die mit ihrem eine Million Einwohner beherbergenden urbanen Zentrum Sendai über die größte Stadt und das am stärksten besiedelte Gebiet in der Tōhoku-Region verfügte. In der Stadt Sendai überflutete er eine Fläche, in der (mit Stand von 2010) 19.580 Menschen in 6.640 Haushalten gelebt hatten, davon 12.830 Menschen in 4.720 Haushalten im Stadtteil Miyagino-ku (宮城野区) und 6.750 Menschen in 1.920 Haushalten im Stadtteil Wakabayashi-ku (若林区). Rund 18 % dieser in den Überflutungsgebieten lebenden Menschen in Sendai waren 2010 65 Jahre oder älter gewesen. Im Vergleich zu anderen, 2011 vom Tsunami überfluteten Regionen in den Präfekturen Iwate und Miyagi, war der Anteil der zuvor in Überschwemmungsgebieten lebenden Bevölkerung (in Higashimatsushima mit 67,1 % besonders hoch) in Sendai mit 1,9 % (und in Miyagino-ku mit 6,7 % bzw. in Wakabayashi-ku mit 5,1 %) weitaus geringer.
Die Zahl der völlig zerstörten Wohngebäude wird mit 30.034, die der teilweise zerstörten mit 109.609 beziffert.
In dem im Südosten Sendais gelegenen und nach Süden an den Fluss Natori grenzenden Stadtbezirk Wakabayashi-ku drang der Tsunami von der Küste aus mehr als 3 km landeinwärts vor, wobei die Höhe der Tsunamispuren allmählich mit der Entfernung der Tsunamiwellen von der Küste abnahm, wie dies auch in anderen zur Sendaiebene gehörenden Städten wie Natori und Watari zu sehen war. Wakabayashi-ku erlitt als Küstenregion schwere Schäden durch den Tsunami, insbesondere um den Distrikt Arahama herum. An der nach Osten an den Ozean grenzenden Küstenlinie wurden lokal 6 Offshore-Wellenbrecher eingesetzt.
Die wichtigsten Küstenschutzanlagen bestanden in den Betonblock-Deckwerken entlang des Arahama-Strands. Zusätzlichen Schutz bot ein sich unmittelbar landeinwärts an die Deckwerke anschließender Kiefernwald. Die Betonschutzanlagen am Arahama-Strand versagten jedoch an mehreren Stellen, der Tsunami wusch die Sandfüllung aus und spülte Betonblöcke bis zu 100 m in den küstennahen Kiefernwald fort. Das flache Tiefland förderte das bis zu 5 km landeinwärts reichende Vordringen des Tsunamis. Arahama ist ein etwa 10 km von Sendais Stadtzentrum entfernt gelegenes, unmittelbar an der Pazifikküste beginnendes und sich etwa einen Kilometer landeinwärts erstreckendes Wohngebiet gewesen, in dem etwa 800 Haushalte mit rund 2.200 Einwohnern um den historischen Teizankanal gesiedelt hatten, der von Date Masamune gegründet worden war und in diesem Gebiet der Küstenlinie in einer Entfernung von rund 450 Metern parallel zum Meeresufer verläuft. Während sich üblicherweise zwischen dem Teizan-Kanal und der Küstenlinie Küstenwälder erstrecken, die ein gewisses Maß an Schutz bieten, dehnen sich die Häuser in Arahama über den Kanal hinaus bis ganz an das Meeresufer aus. In der Nähe der Küstenlinie wurden Überflutungshöhen von 9,32 m und 8,43 m gemessen und viel Treibholz (mit einem Durchmesser bis 70 cm) gefunden, das von den Küstenwäldern zwischen dem Teizan-Kanal und dem Meeresufer stammte. An der Mündung des Flusses Natori, an dessen Ufer sich viel Trümmer anhäuften, wurde eine Überflutungshöhe von 5,44 m gemessen. Die meisten Gebäude in Arahama wurden zerstört, mit Ausnahme weniger Häuser und der Grundschule von Arahama. Viele in Holzkonstruktion erstellte Wohnhäuser brachen völlig zusammen oder wurden später abgerissen.
Unmittelbar nach dem Erdbeben entsendete die japanische Rundfunkgesellschaft NHK eine Hubschrauber-Kameracrew an die Sendai-Küste, um das Übergreifen des Tsunamis auf die Küste zu übertragen. Der Tsunami erreichte die Sendai-Küste etwa eine Stunde nach dem Erdbeben und es gelang der NHK-Crew, den Augenblick des Tsunami-Übergriffs auf die Küste zu filmen. Das Kamerateam flog dabei entlang des Flusses Natori und konnte das Vordringen und Auflaufen des Tsunamis entlang des Flusses dokumentieren. Es filmte dabei insbesondere den Tsunami links des Natori in Sendai-Fujitsuka und rechts des Flusses in Natori-Yuriage und Natori-Kozukahara. Das Video wurde weltweit vielfach ausgestrahlt und ist im Videoarchiv von NHK enthalten. Es wurde wissenschaftlich ausgewertet und bietet wichtige Informationen zu der Art und Weise des landeinwärtigen Vordringens des Tsunamis und zu seinen Fließeigenschaften bei den lokalen Überflutungen.

#### Opfer
Die Brand- und Katastrophenschutzbehörde meldete in ihrem Schadensbericht vom 19. Mai 685 Tote und 180 Vermisste. Die Zahl der Toten erhöhte sich in der späteren Schadenserfassung auf 923, während noch 27 Menschen vermisst wurden.
Gemessen an der Gesamtbevölkerung Sendais, die bei der Volkszählung von 2010 mit 1.045.986 angegeben worden war, betrug die Opferrate durch die Katastrophe von 2011 0,1 %, wenn alle in dem 157. FDMA-Schadensbericht vom 7. März 2018 registrierten Toten und Vermissten berücksichtigt werden beziehungsweise 0,07 %, wenn die in dem 153. FDMA-Schadensbericht vom 8. März 2016 registrierten Opfer (923 Tote und 27 Vermisste) abzüglich der von der Wiederaufbaubehörde (Reconstruction Agency, RA) gemeldeten katastrophenbedingten Todesfälle berücksichtigt werden, wodurch sich eine Zahl von 681 Toten und Vermissten ergibt. Mit der gleichen Datengrundlage, aber allein auf das Überflutungsgebiet des Tsunamis in Sendai bezogen, das eine Fläche von 52 km2 umfasste, ergab sich eine Opferquote von 2,27 %.
Allein in den Bezirken Miyagino-ku und Wakabayashi-ku starben weit über 600 Menschen. Für den Bezirk Wakabayashi wurde eine Opferrate von 4,29 % angegeben.

#### Evakuierung
Das Küstengebiet Sendais war für zwei gegensätzliche Beispiele von Evakuierungsgebäudekonstruktionen bemerkenswert:
- In der Nähe des Sendai-Hafens in Miyagino-ku war eine aus Betonfertigteilen bestehende Sporthalle als Evakuierungsstätte ausgeschildert. Dieses Gebäude lag 380 m von der Meeresküste entfernt an der landeinwärts gelegenen Seite des Strandes in der Nähe der kleinen (150 m breiten) Mündung (150 m breit) des Flusses Nanakita (七北田川). Eine Reihe von Deichen unterteilte einen Teil des Ästuars in einzelne Teiche und wurden durch den Tsunami durchbrochen. Das Evakuierungsgebäude erlitt durch den Tsunami keine erkennbaren Schäden an tragenden Bauteilen, doch war es aufgrund seiner Funktion als Sporthalle einstöckig und mit hoher Decke ausgestattet, so dass es im Hauptteil des Gebäudes kein Obergeschoss und im 2. Stock des Nebengebäudes nur sehr wenig Grundfläche besaß, weshalb es für eine vertikale Evakuierung ungeeignet war. Zudem fehlte bis auf eine kleine Wartungsleiter ein Zugang von außen zum Dach.[1]

- Die nach den hohen, in Japan für Schulen geltenden baulichen Standards errichtete und als Evakuierungsstätte ausgewiesene Grundschule Sendai-Arahama (仙台市立荒浜小学校) war das einzige Gebäude im zum Wakabayashi-Bezirk (若林区) gehörenden Arahama auf höher gelegenem Terrain und widerstand dem Tsunami, der es bis zur Decke des zweiten Geschosses überflutete und beschädigte,[4][12][24][1] obwohl sich das viergeschossige Stahlbetongebäude der 1873 gegründeten Schule, die vor der Katastrophe 91 Schüler hatte, rund 700 m entfernt von der Küstenlinie befindet.[13][12][24][1] In Längsrichtung des Gebäudes (senkrecht zur Küstenlinie) drangen Trümmer und mehrere Fahrzeuge in das Gebäude ein, die innerhalb des zentralen Erdgeschosskorridors eine erhebliche Strömungsgeschwindigkeit durch den zentralen Korridor erreichten.[1] Unmittelbar nach dem Erdbeben diente das Schulgebäude aufgrund seiner Gebäudehöhe bei gleichzeitiger Flachheit der weiteren Umgebung als ein bedeutendes Evakuierungsgebäude,[13][25] in das sich viele in der Nähe wohnende Einwohner, Schüler und Schulangestellte flüchteten.[13] Seine Zweitfunktion als Gebäude für die vertikale Evakuierung erfüllte das Schulgebäude, auf dem keine deutliche Beschilderung als vertikale Evakuierungsstätte angebracht war, während des Tsunamis gut. Das Gebäude verfügte über Dachgeländer, über direkten Zugang zum Dach über eine große, auffällig lackierte Stahltreppe an der Rückseite (Nordseite) und über zwei Dachsirenen.[1] Während der Tsunami bis in das zweite Geschoss vordrang, gelang es allen in die Schule Evakuierten, sich auf das Dach der Schule zu retten.[13] Indem 380 (nach anderen Angaben: 320[13]) Menschen durch ihre Evakuierung auf das Dach der Schule überlebten, gilt die Schule als Beispiel erfolgreicher Evakuierung.[1] Um zukünftigen Katastrophen zu begegnen, erhielt die Stadt die Ruine des Schulgebäudes als Erinnerungsstätte und öffnete es für die Allgemeinheit.[13][24]

#### Umsiedlung und Wiederaufbau

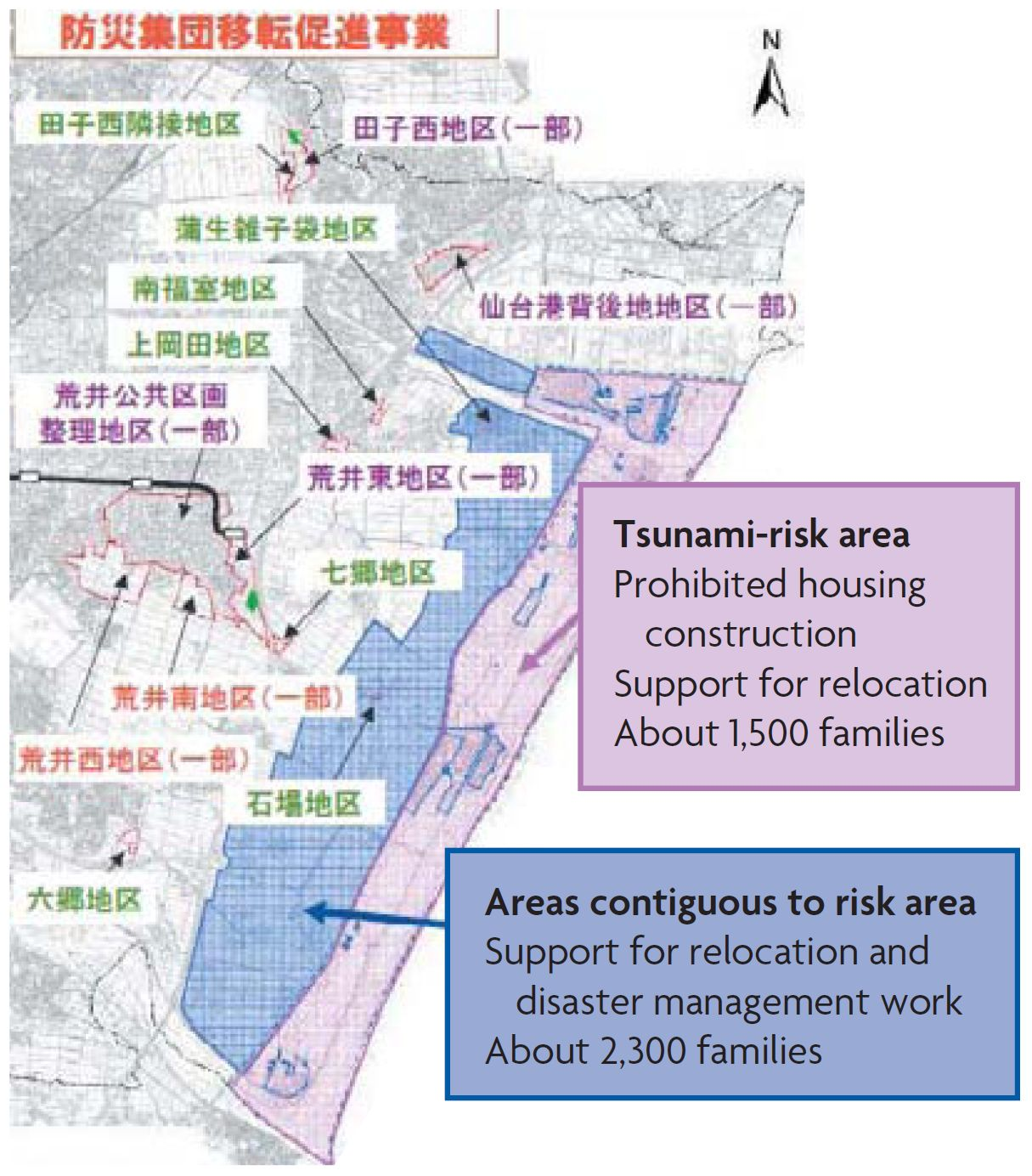
Umsiedlungsprojekt in der Stadt Sendai mit dem Tsunamiriskogebiet (rosa) und den landeinwärts angrenzenden Gebieten (blau).

Rund 57.000 Häuser wurden durch das Erdbeben und den Tsunami am 11. März 2011 beschädigt oder zerstört. Im Rahmen ihres Wiederaufbaukonzepts wies die Stadtregierung Sendai im Dezember 2011 eine Fläche von rund 1.200 ha als Tsunami-gefährdete Gebiete aus, in denen laut rechnerischer Tsunami-Simulationen bei einem weiteren Tsunami der gleichen Größenordnung wie am 11. März 2011 trotz baulicher Schutzmaßnahmen Überflutungshöhen von über zwei Meter Tiefe entstehen würden. In diesen Risikogebieten, in denen vor der Katastrophe rund 1.500 Familien gelebt hatten, wurde den Menschen durch die Stadtregierung nun die Wohnbebauung untersagt. Stattdessen förderte die Stadtregierung für diese 1.500 Familien die Umsiedlung aus diesen sogenannten Risikogebieten auf höher gelegenes und sicheres Terrain und den dortigen Wiederaufbau mit verschiedenen Programmen: Im Rahmen individueller Umsiedlung konnten die betroffenen Familien jeweils für sich sicheres Land kaufen und nach eigenen Vorstellungen bebauen, wobei ihnen die Stadtverwaltung ihre vorigen Grundstücke aus den gefährdeten Gebieten abkaufte und Zuschüsse für den Umzug sowie die Zinsbeträge für neue Wohnungsbaukredite gewährte. Im Rahmen der Gruppenumsiedlung bauen die betroffenen Menschen Häuser an von der Regierung entwickelten Standorten und werden wie im vorigen Modell unterstützt. Im Rahmen des sozialen Wohnungsbaus stellte die Regierung schließlich Einwohnern, die die Mittel zum Bau neuer Häuser nicht aufbringen können, die öffentliche Mietwohnungen zur Verfügung. Mit Stand von Mai 2013 hatten sich 49 Prozent der Familien in den Risikogebieten für eine Gruppenumsiedlung, 49 Prozent für eine individuelle Umsiedlung und 27 Prozent für Sozialwohnungen entschieden.
In den an die Risikogebiete angrenzenden Gebiete, in denen laut rechnerischer Tsunami-Simulationen bei einem weiteren Tsunami der gleichen Größenordnung wie am 11. März 2011 trotz baulicher Schutzmaßnahmen Überflutungshöhen von bis zu zwei Meter Tiefe entstehen würden, unterstützte die Stadtregierung die dort lebenden 2.300 Familien durch Bereitstellung von Subventionen für Katastrophenschutzmaßnahmen wie die Erhöhung des Bodenniveaus oder die Errichtung von Erdhügelnn auf Wohngrundstücken. Alternativ stand den Menschen dort die Möglichkeit offen, ein neues Grundstück zu finden und nach eigenen Vorstellungen zu bebauen, während sie von der Stadtverwaltung durch Zuschüsse für die Umsiedlung und Zinszahlungen für neue Wohnbaukredite gefördert würden. Im Rahmen sozialen Wohnungsbaus baute die Stadtverwaltung 3.000 öffentliche Mieteinheiten für Einwohner, die keine neuen Häuser errichten können.
In den hügeligen Gebieten, wo rund 5.500 Häuser durch von dem Erdbeben ausgelösten Erdrutschen schwer beschädigt und wieder aufgebaut werden mussten, plante die Stadtverwaltung, sie durch öffentliche Arbeiten oder durch Subventionen unter Beisteuerung von 90 Prozent der Kosten wieder aufzubauen.

Galerie: Verwüstungen in Sendai nach dem Erdbeben und Tsunami vom 11. März 2011:
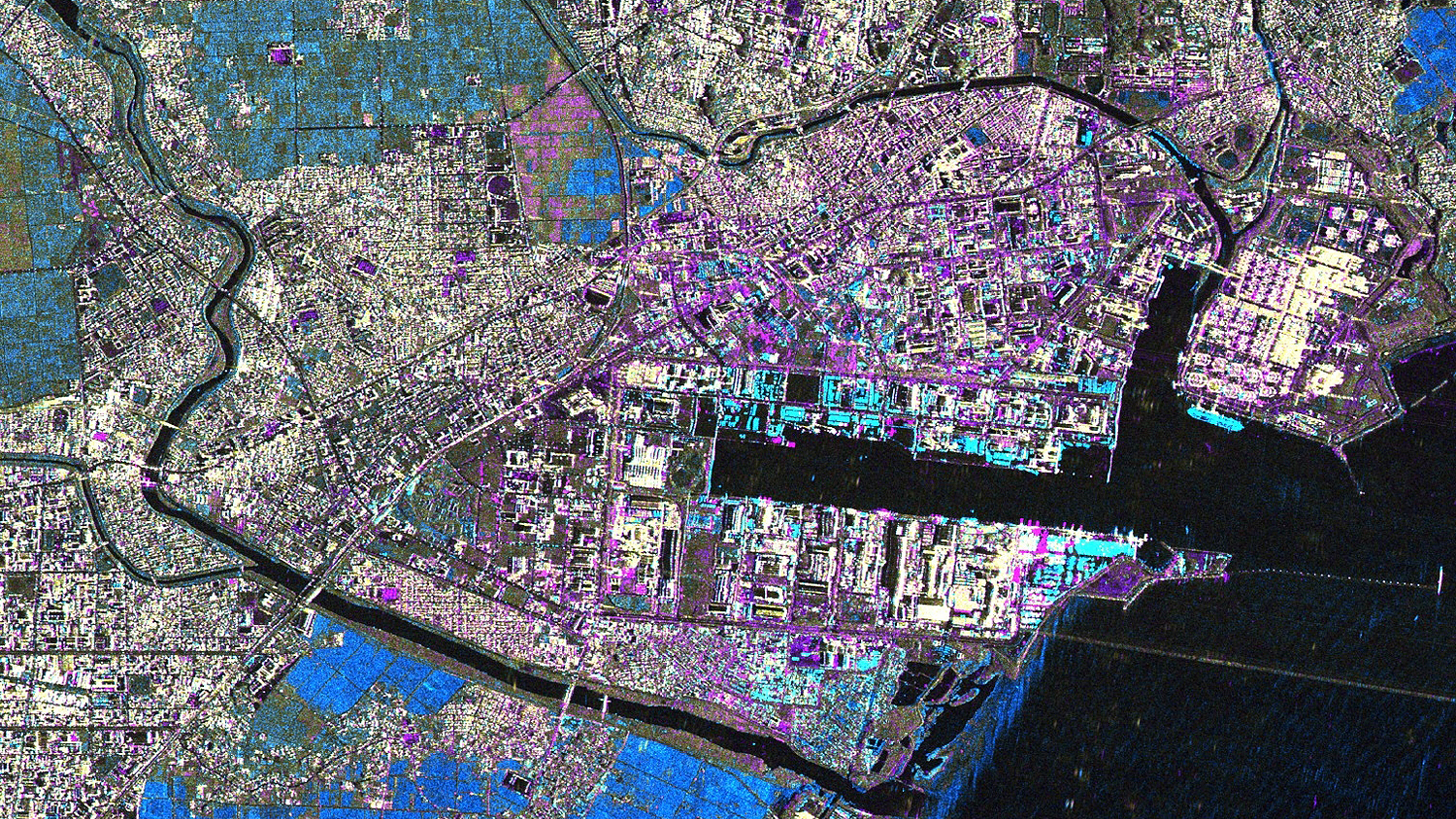
Satellitenaufnahme der Tsunamischäden im Hafen von Sendai vom 12. März 2011 (magenta: Trümmer; blau: Überschwemmungen)
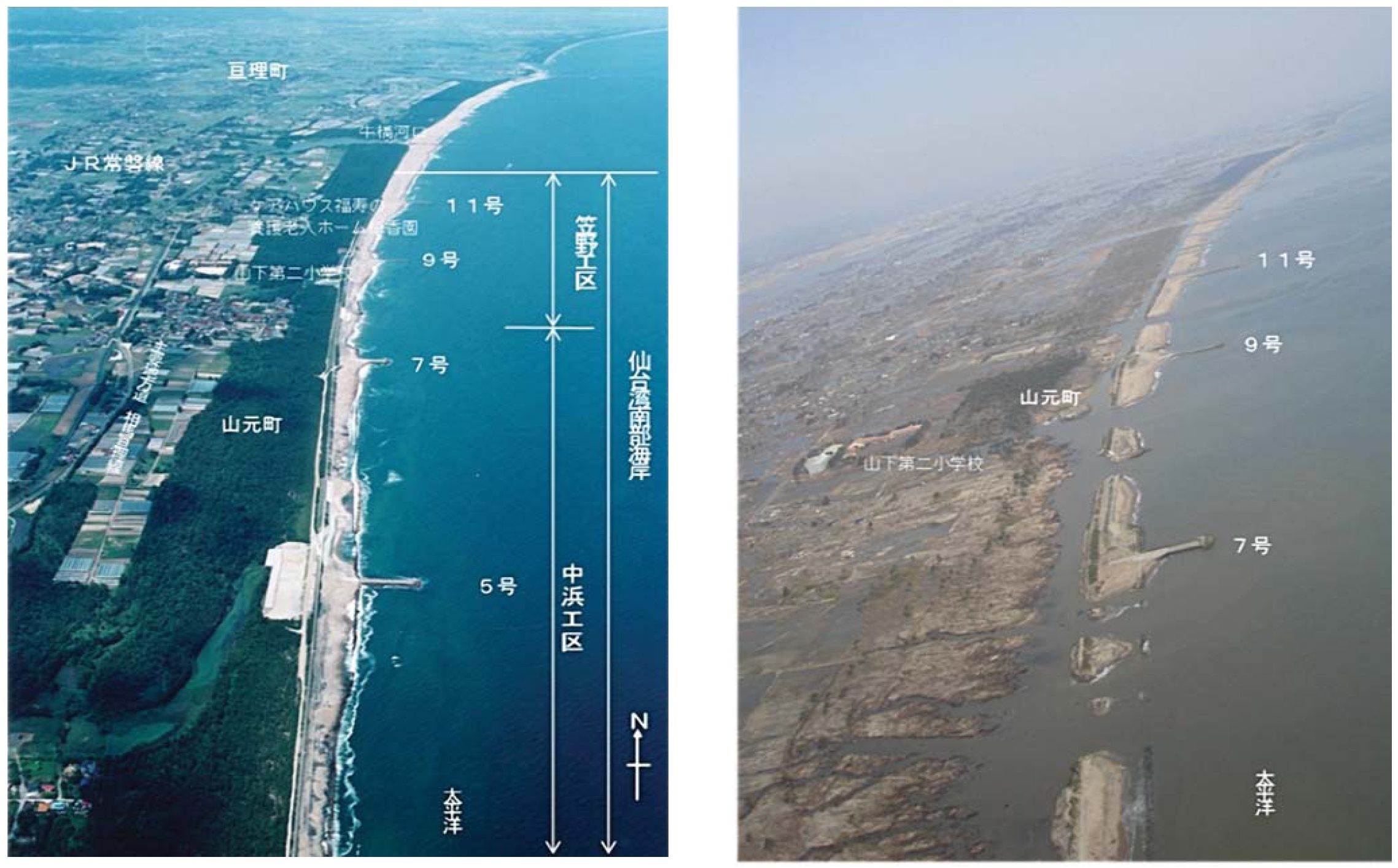
Deiche in Sendai vor (links) und nach dem Tsunami, der 190 der insgesamt 300 km an Küstenschutzanlagen in Japan zerstörte.
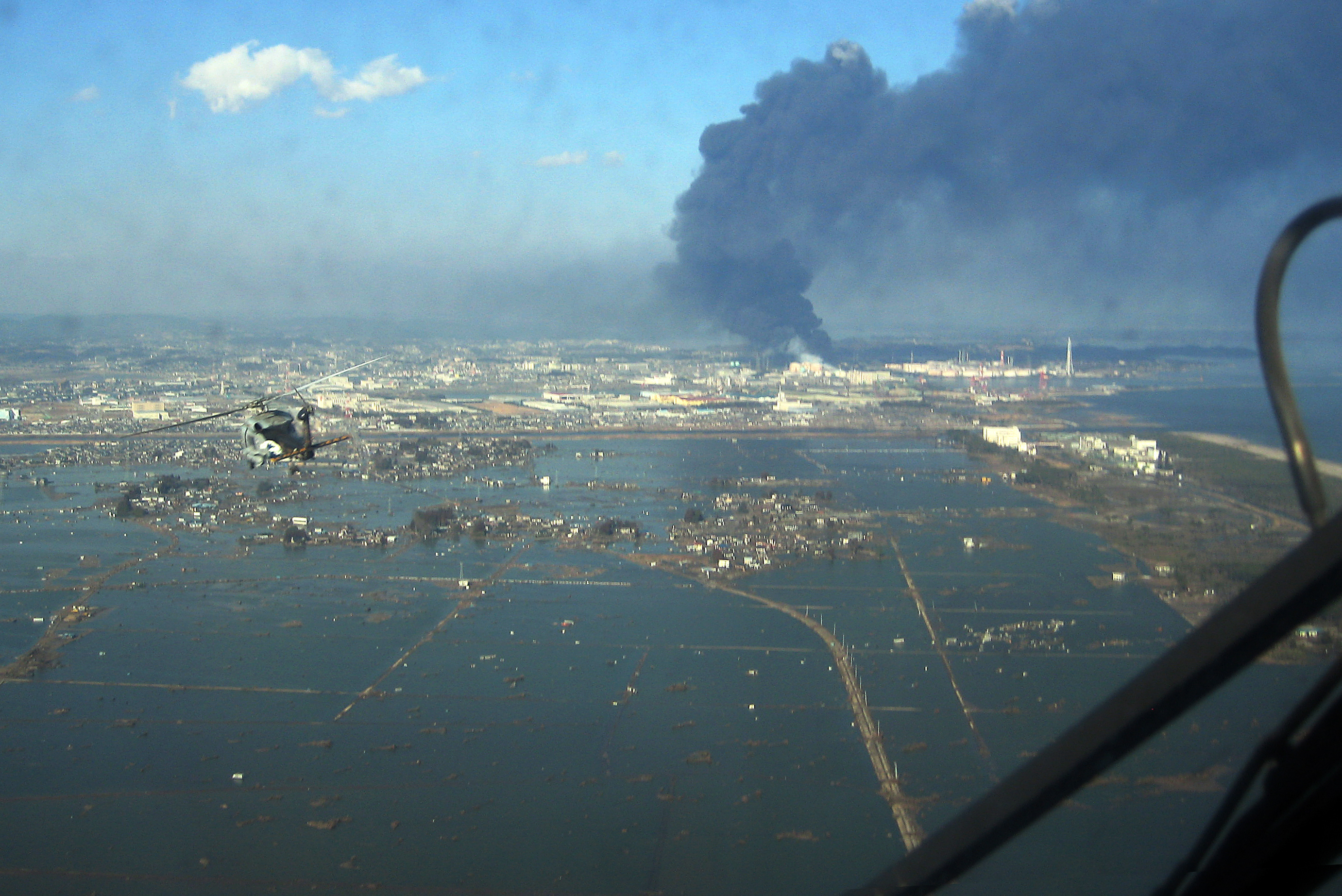
Luftbildaufnahme der überschwemmten Region über dem Hafen von Sendai (Foto: 12. März 2011)
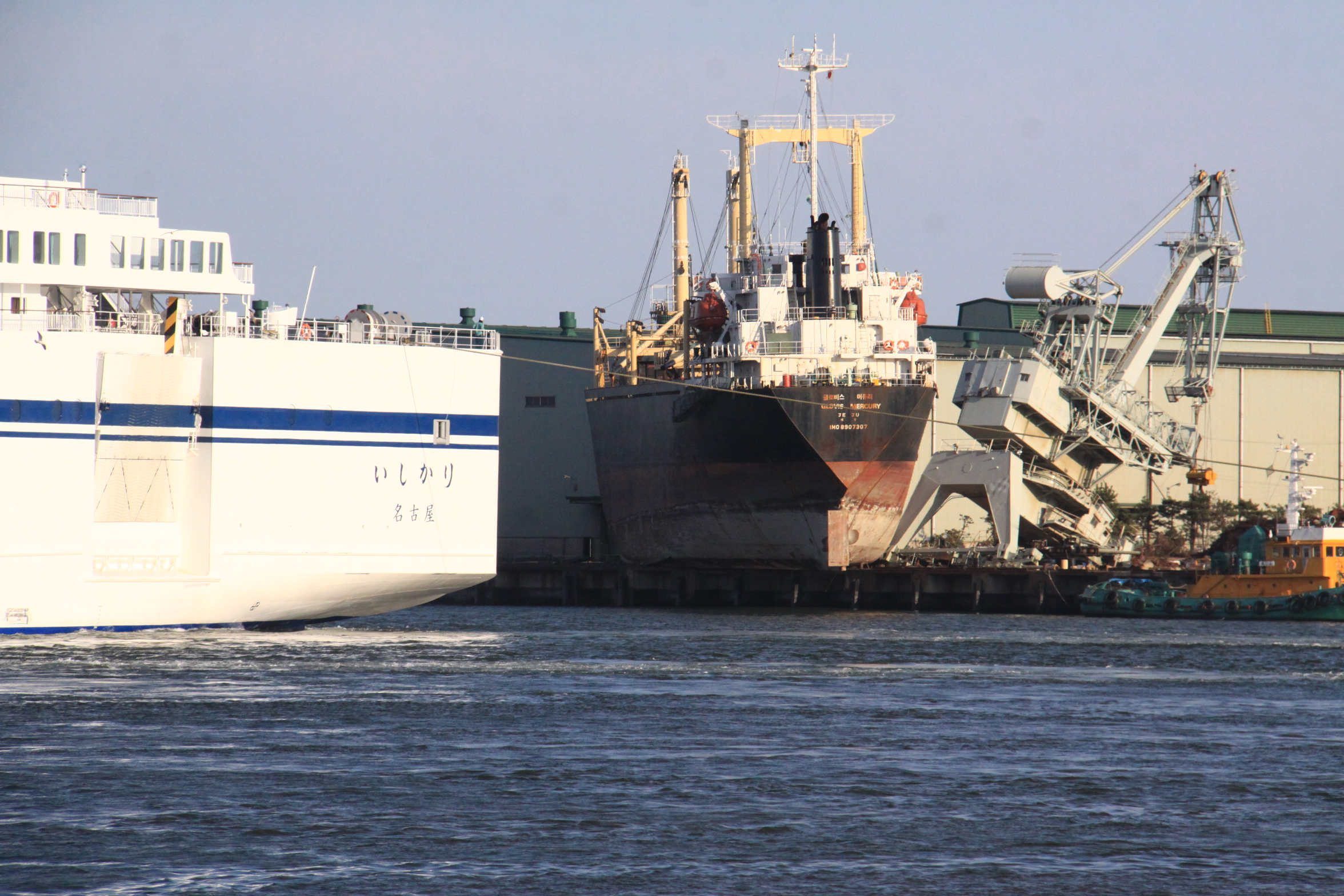
Das vom Tsunami auf den Kai im Hafen von Sendai gespülte südkoreanische Frachtschiff Glovis Mercury (Foto: 25. April 2011)
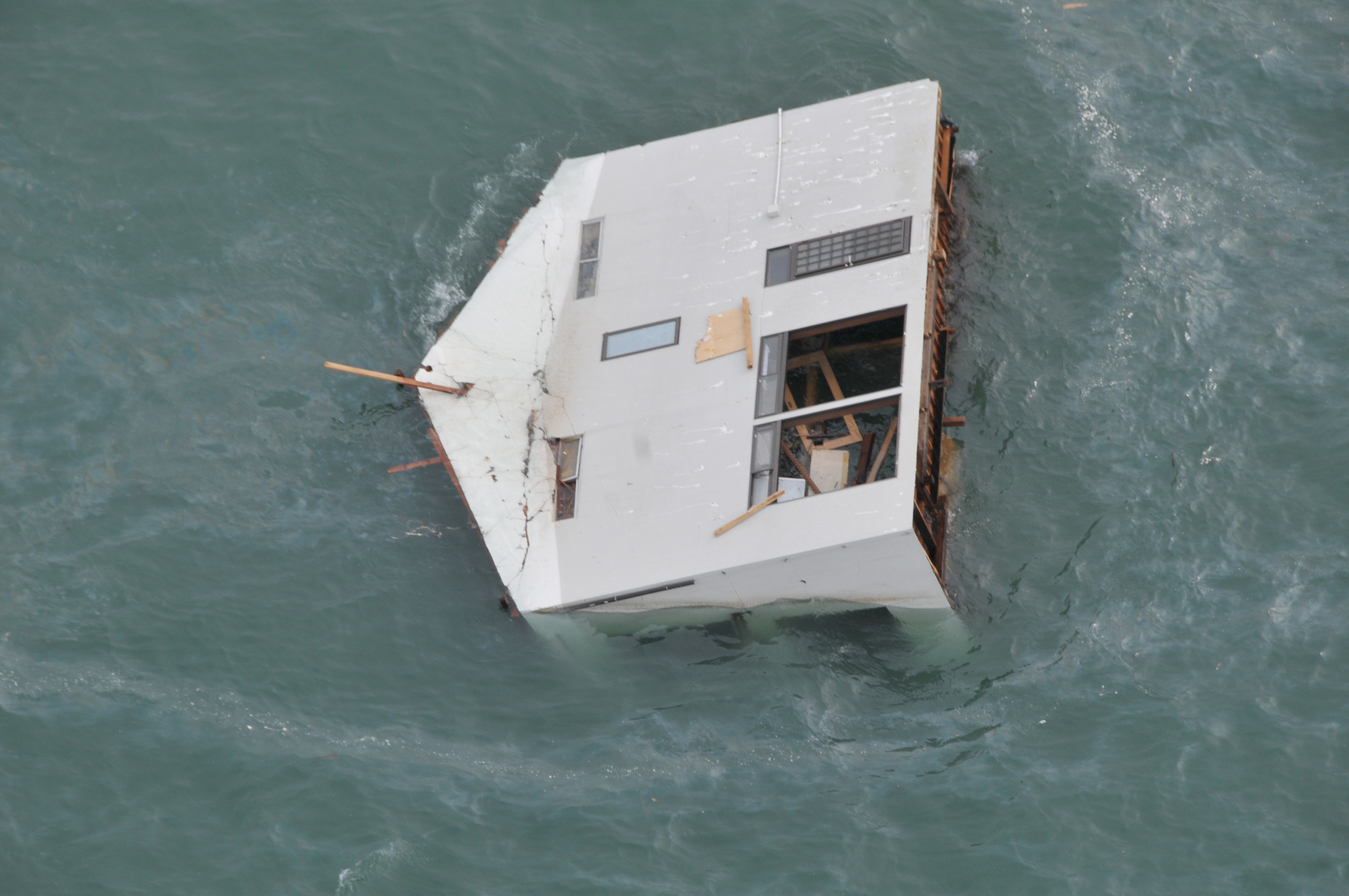
Driftendes Haus (Foto: 14. März 2011)

## Politik und Verwaltung
- KPJ: 6
- KDP Sendai: 5
- Shimin Forum Sendai („[Stadt-]Bürgerforum Sendai“; mit KDP): 9
- Kōmeitō: 9
- LDP: 12
- Sendai Ishin: 5
- 1-Mitglied-Fraktionen (darunter 1 LDP): 3
- Sendai jimin・sansei no kai (LDP & Sanseitō): 6

Sendai unterteilt sich als designierte Großstadt (seirei shitei toshi) in Stadtbezirke (-ku), namentlich: Aoba-ku, Miyagino-ku, Wakabayashi-ku, Taihaku-ku und Izumi-ku.
Bürgermeisterin der Stadt Sendai (Sendai-shichō) ist die ehemalige demokratische Unterhausabgeordnete Kazuko Kōri. Sie löste 2017 Emiko Okuyama ab, die nach zwei Amtszeiten nicht mehr kandidierte. Kōri gewann die Wahl am 23. Juli mit Mitte-links-Unterstützung gegen den von Mitte-rechts-Parteien unterstützten Unternehmer Hironori Sugawara und zwei weitere Kandidaten. 2021 wurde sie gegen die ehemalige liberaldemokratische Unterhausabgeordnete Miyo Kanō (zeitweise Ōkubo) mit Vierfünftelmehrheit für eine zweite Amtszeit wiedergewählt. Die Wahlbeteiligung fiel um mehr als 15 Punkte auf 29,1 %.
Das Parlament der Stadt Sendai (Sendai-shi gikai) hat regulär 55 Mitglieder aus fünf, den Stadtbezirken entsprechenden Wahlkreisen. Bei der Wahl am 30. Juli 2023 erreichte die Wahlbeteiligung mit 34,3 % ein neues Rekordtief. Die Liberaldemokratische Partei (LDP) blieb unter leichten Verlusten mit 18 Sitzen stärkste Kraft, auch die KDP verlor leicht auf elf Sitze. Die Kōmeitō erhielt unverändert neun, die KPJ unverändert sechs Sitze. Die rechte Opposition legte deutlich zu: Die Nippon Ishin no Kai gewann aus dem Stand fünf Sitze, die rechtspopulistische Sanseitō einen. Fünf Sitze gingen an Kandidaten ohne formale Parteinominierung.
Ins Parlament der Präfektur Miyagi (Miyagi-ken gikai) wählen die als Wahlkreise fungierenden Bezirke der Stadt Sendai zusammen 24 der insgesamt 59 Abgeordneten: Der Siebenmandatswahlkreis Aoba-ku ist der Wahlkreis mit der präfekturweit höchsten Mandatszahl, die Bezirke Taihaku und Izumi wählen jeweils fünf Abgeordnete, Miyagino vier, und Wakabayashi drei.
Bei Wahlen zum Repräsentantenhaus (Shūgiin), dem Unterhaus der Nationalversammlung, erstreckt sich die Stadt Sendai seit einer Neuordnung bei der Wahl 2024 in zwei Wahlkreise der Präfektur Miyagi: Den Wahlkreis Miyagi 1 mit den Bezirken Aoba und Taihaku vertritt Akiko Okamoto (KDP, 2024 51,7 % der Stimmen), den Wahlkreis 2 mit den anderen drei Stadtbezirken Sayuri Kamata (KDP, 53,1 %).

## Verkehr
- Luft
  - Flughafen Sendai: von hier gehen internationale Flüge in die Nachbarstaaten

- U-Bahn

In der Stadt gibt es zwei U-Bahn-Linien (siehe: U-Bahn Sendai).
- Zug
  - JR Tōhoku-Shinkansen
  - JR Tōhoku-Hauptlinie
  - JR Senseki-Linie
  - JR Senzan-Linie

Sendai ist eine der wichtigsten Stationen auf der Strecke JR Tōhoku-Shinkansen.
- Straße
  - Tōhoku-Autobahn
  - Yamagata-Autobahn
  - Nationalstraße 4
  - Nationalstraße 6
  - Nationalstraße 45
  - Nationalstraße 286

## Klima
|                       | Jan  | Feb  | Mär  | Apr  | Mai   | Jun   | Jul   | Aug   | Sep   | Okt   | Nov  | Dez  |   |         |
| Mittl. Tagesmax. (°C) | 5,3  | 5,9  | 9,2  | 15,0 | 19,4  | 22,3  | 25,7  | 27,9  | 24,4  | 19,4  | 13,7 | 8,4  | ⌀ | 16,4    |
| Mittl. Tagesmin. (°C) | −1,7 | −1,5 | 0,9  | 6,1  | 11,1  | 15,5  | 19,5  | 21,4  | 17,6  | 11,2  | 5,2  | 0,9  | ⌀ | 8,9     |
|                       |      |      |      |      |       |       |       |       |       |       |      |      |   |         |
| Niederschlag (mm)     | 37,0 | 38,4 | 68,2 | 97,6 | 109,9 | 145,6 | 179,4 | 166,9 | 187,5 | 122,0 | 65,1 | 36,6 | Σ | 1.254,2 |
|                       |      |      |      |      |       |       |       |       |       |       |      |      |   |         |
| Regentage (d)         | 5,3  | 5,0  | 7,2  | 8,0  | 9,0   | 10,7  | 13,5  | 10,6  | 11,2  | 7,8   | 6,2  | 4,7  | Σ | 99,2    |

| −1,7 |

| −1,5 |

| 0,9 |

| 6,1 |

| 11,1 |

| 15,5 |

| 19,5 |

| 21,4 |

| 17,6 |

| 11,2 |

| 5,2 |

| 0,9 |

| −1,7 |

| −1,5 |

| 0,9 |

| 6,1 |

| 11,1 |

| 15,5 |

| 19,5 |

| 21,4 |

| 17,6 |

| 11,2 |

| 5,2 |

| 0,9 |

## Kultur
In Sendai befindet sich die Universität Tōhoku. Architektonisch international bekannt und bedeutend ist die Sendai Mediatheque, entworfen vom Tokyoter Architekten Toyo Ito und 2001 eingeweiht.
Zu den bekanntesten kulinarischen Spezialitäten aus Sendai gehören Gyūtan, in dünne Scheiben geschnittene und gegrillte Kuhzunge; Sasakamaboko, eine Fisch-Wurst in Blätter eingewickelt; und Zundamochi, Mochi-Kugeln mit einer hellgrünen Edamame-Paste.
Im Stadtteil Taihaku befindet sich das Sendai City Tomizawa Site Museum für Archäologie, in dem u. a. 20.000 Jahre alte Waldreste zu sehen sind.
Wichtigste Tageszeitung ist die Kahoku Shimpō.
Die Daikannon-Statue im Norden der Stadt war bei ihrer Fertigstellung am 1. September 1991 die größte Statue von Asien.
Ein traditionelles Ritual der Bevölkerung von Akiu (heute Teil von Sendai) ist Akiu no Taue Odori, ein Tanz für eine reiche Reisernte, bei dem zehn Tänzerinnen und vier Tänzer in formellen Gewändern auftreten. Heutzutage hat Akiu no Taue Odori seine rituelle Bedeutung verloren; geblieben ist ein kulturelles Ereignis. Es wurde 2009 in die UNESCO-Liste des immateriellen Kulturerbes der Menschheit aufgenommen.

## Wirtschaft und Infrastruktur
Die Wirtschaft in Sendai wird von Handels- und Dienstleistungsunternehmen dominiert. 
Hier befindet sich das Hauptquartier des Energieversorgers Tōhoku Denryoku.

## Universitäten und Colleges
- Universität Tōhoku
- Tōhoku-Gakuin-Universität

## Sport
- Baseball – Sendai ist die Heimat des Baseballvereins Tōhoku Rakuten Golden Eagles aus der Pacific League, dessen Spiele im Sendai-Miyagi-Stadion ausgetragen werden.
- Fußball – Sendai ist die Heimat des Fußballvereins Vegalta Sendai aus der J. League, dessen Spiele im Yurtec-Stadion ausgetragen werden.
- Sendai 89ers (Basketball)

## Sendai als Namensgeber
- Der Asteroid des inneren Hauptgürtels (3133) Sendai ist nach der Stadt benannt.[37]

## Städtepartnerschaften
- Acapulco, Mexiko
- Changchun, Volksrepublik China
- Dallas, Vereinigte Staaten
- Gwangju, Südkorea
- Minsk, Belarus
- Oulu, Finnland
- Rennes, Frankreich
- Riverside, Vereinigte Staaten
- Tainan, Republik China (Taiwan)

## Galerie

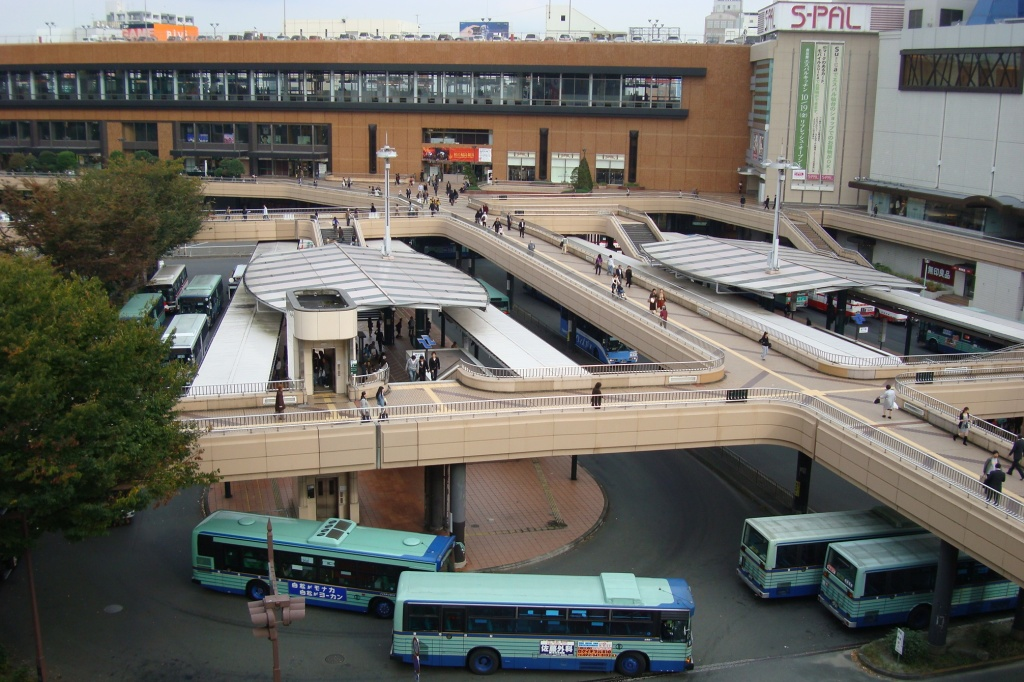
Bahnhof Sendai
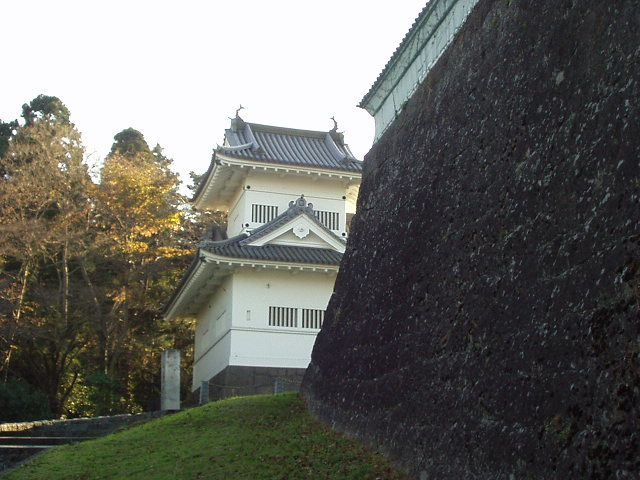
Schloss
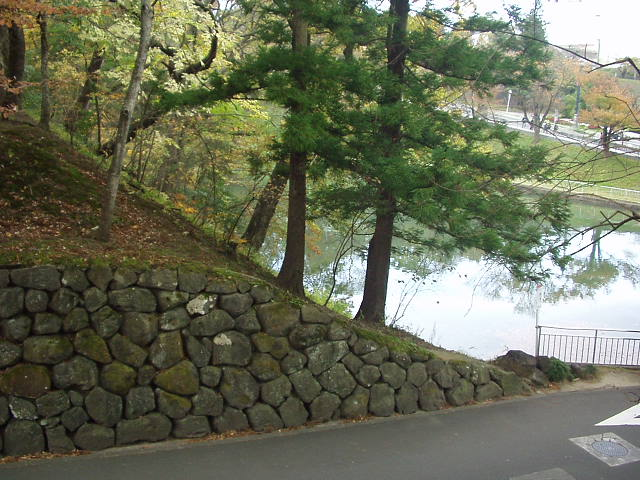
Goshiki
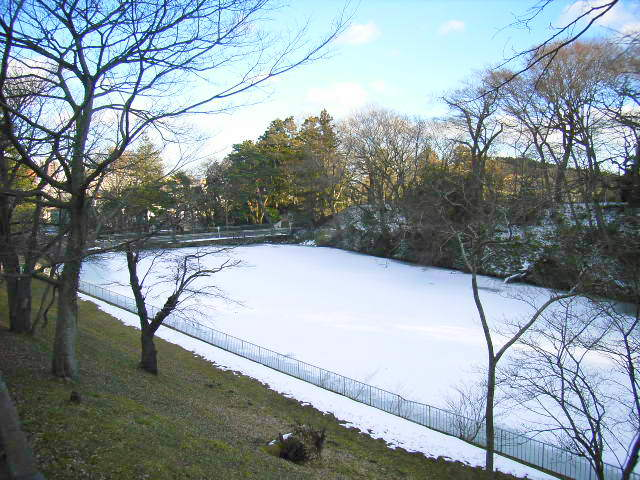
Goshiki
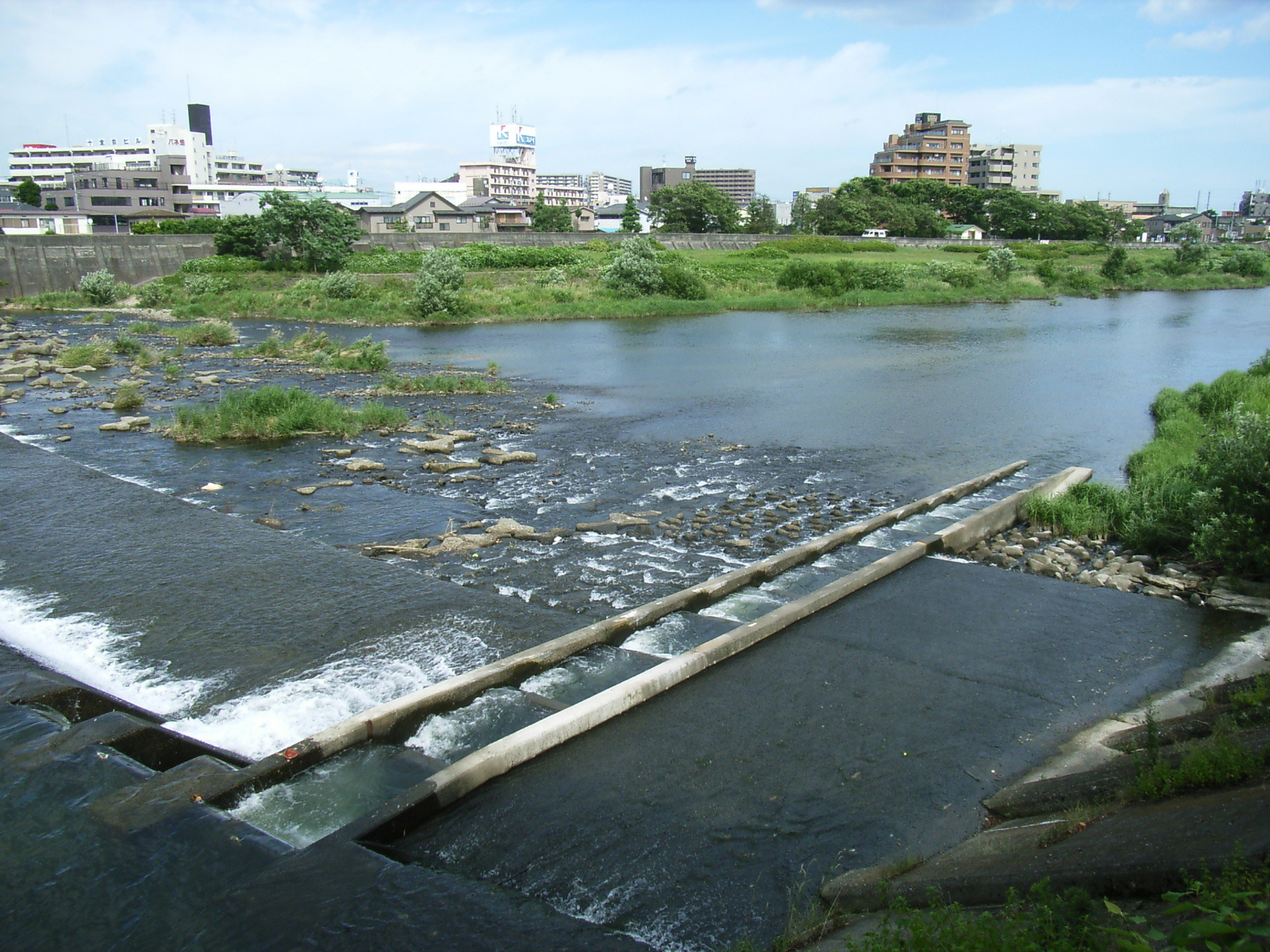
Hirose-Fluss
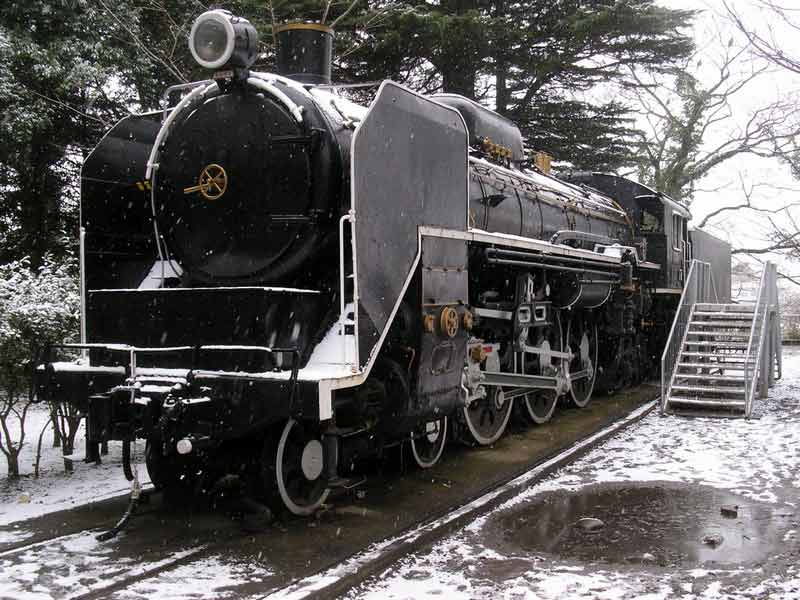
Dampflokomotive C60 1 im Sakuragaoka-Park
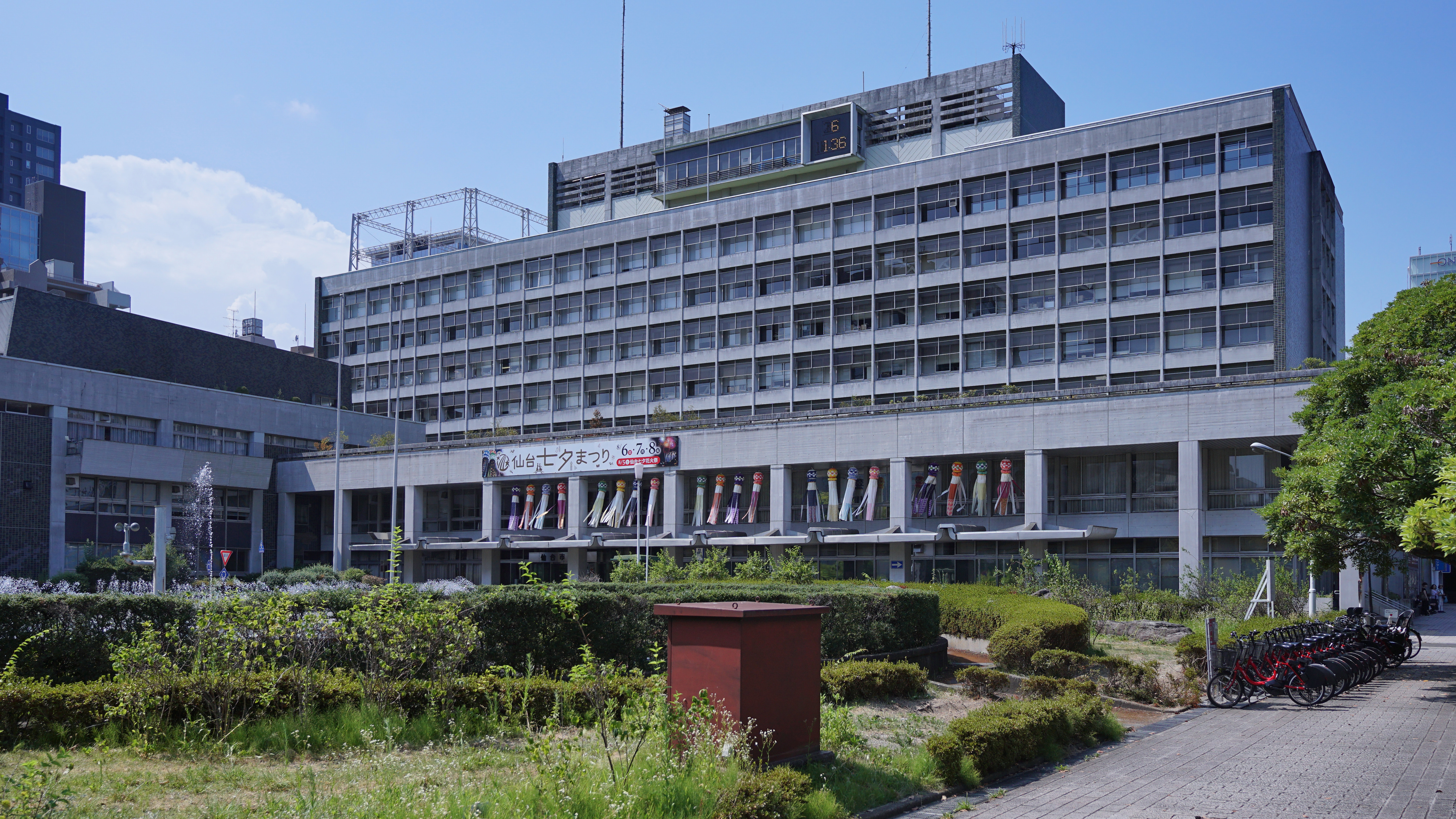
Rathaus von Sendai

## Angrenzende Städte und Gemeinden
- Tagajō
- Natori
- Yamagata (Yamagata)
- Higashine
- Obanazawa